# 中旺镇
中旺镇，是中华人民共和国天津市静海区下辖的一个乡镇级行政单位。

## 行政区划
中旺镇下辖以下地区：
中旺村、小中旺村、韩庄子村、蔡庄子村、王官庄村、罗庄子村、港里村、姚庄子村、曾家河村、李庄子村、大曲河村、小曲河村、班高庄村、李高庄村、谢高庄村、张高庄村、丁庄子村、垛庄村、西湾河村、清河村、十槐村、大庄子村、东小屯村、西小屯村、北小屯村、团瓢村、刘家河村、小齐庄村、赵齐庄村和天津滨港高新铸造工业区。